# Jürgen Heil
Jürgen Heil (Anger, 4 aprile 1997) è un calciatore austriaco, centrocampista dell'Hartberg.

## Caratteristiche tecniche
È un esterno destro.

## Carriera
Cresciuto nel settore giovanile dell'SV Anger, nel 2015 è stato acquistato dall'Hartberg. Ha esordito in prima squadra il 18 luglio 2015 disputando l'incontro di ÖFB-Cup perso 6-0 contro lo Sturm Graz.

## Statistiche
Statistiche aggiornate al 7 giugno 2020.

### Presenze e reti nei club
| Stagione        | Squadra         | Campionato      | Campionato | Campionato | Coppe nazionali | Coppe nazionali | Coppe nazionali | Coppe continentali | Coppe continentali | Coppe continentali | Altre coppe | Altre coppe | Altre coppe | Totale | Totale | Totale |
| Stagione        | Squadra         | Comp            | Pres       | Reti       | Comp            | Pres            | Reti            | Comp               | Pres               | Reti               | Comp        | Pres        | Reti        | Pres   | Reti   |        |
| --------------- | --------------- | --------------- | ---------- | ---------- | --------------- | --------------- | --------------- | ------------------ | ------------------ | ------------------ | ----------- | ----------- | ----------- | ------ | ------ | ------ |
| 2015-2016       | Hartberg        | RL              | 29         | 0          | CA              | 1               | 0               |                    | -                  | -                  |             | -           | -           | 30     | 0      |        |
| 2016-2017       | Hartberg        | RL              | 28         | 2          | CA              | 2               | 0               |                    | -                  | -                  |             | -           | -           | 30     | 2      |        |
| 2017-2018       | Hartberg        | 1L              | 29         | 2          | CA              | 3               | 0               |                    | -                  | -                  |             | -           | -           | 32     | 2      |        |
| 2018-2019       | Hartberg        | BL              | 8          | 0          | CA              | 1               | 0               |                    | -                  | -                  |             | -           | -           | 9      | 0      |        |
| 2019-2020       | Hartberg        | BL              | 18         | 0          | CA              | 1               | 0               |                    | -                  | -                  |             | -           | -           | 19     | 0      |        |
| Totale carriera | Totale carriera | Totale carriera | 112        | 4          |                 | 8               | 0               |                    | -                  | -                  |             | -           | -           | 120    | 4      |        |

## Palmarès
- Fußball-Regionalliga: 1

Hartberg: 2016-2017